# The Offenders
The Offenders er en amerikansk stumfilm fra 1924 af Fenwicke L. Holmes.

## Medvirkende
- Margery Wilson
- Percy Helton